# 2018년 하계 청소년 올림픽
2018년 하계 청소년 올림픽(영어: 2018 Summer Youth Olympics, III Summer Youth Olympic Games, 스페인어: Juegos Olímpicos de la Juventud de Buenos Aires 2018)은 2018년 10월 6일부터 10월 18일까지 아르헨티나 부에노스아이레스에서 개최된 하계 청소년 올림픽이다.

## 개최지 선정
2013년 2월 13일에 2018년 하계 청소년 올림픽 입후보 도시가 확정되었다. 국제 올림픽 위원회(IOC)는 2013년 7월 4일 스위스 로잔에서 열린 임시 회의에서 부에노스아이레스를 2018년 하계 청소년 올림픽 개최 도시로 선정했다.
| 도시             | NOC        | 1차 투표 | 2차 투표 |
| 부에노스아이레스 | 아르헨티나 | 40       | 49       |
| 메데인           | 콜롬비아   | 32       | 39       |
| 글래스고         | 영국       | 13       | –        |

### 입후보 도시
- 아르헨티나
  - 부에노스아이레스
- 콜롬비아
  - 메데인
- 영국
  - 글래스고

### 입후보 탈락 도시
- 멕시코
  - 과달라하라
- 네덜란드
  - 로테르담

### 입후보를 포기한 도시
- 폴란드
  - 포즈난

## 경기 종목
| - 수영 - 다이빙 (5) - 경영 (36) - 양궁 (3) - 육상 (38) - 배드민턴 (3) - 농구 (4) - 비치발리볼 (2) - 복싱 (13) - 카누 (8) - 사이클 (4) - 댄스스포츠 (3) | - 승마 (2) - 펜싱 (7) - 필드 하키 (2) - 풋살 (2) - 골프 (3) - 체조 - 아크로바틱 체조 (1) - 기계 체조 (13) - 리듬 체조 (2) - 트램펄린 (2) - 비치핸드볼 (2) - 유도 (9) | - 가라테 (6) - 근대5종 (3) - 인라인 스피드 스케이팅 (2) - 조정 (4) - 럭비 7인제 (2) - 요트 (5) - 사격 (6) - 스포츠클라이밍 (2) - 탁구 (3) - 태권도 (10) - 테니스 (5) - 트라이애슬론 (3) | - 역도 (12) - 레슬링 (15) |

## 참가국
2018년 하계 청소년 올림픽에 참가한 나라는 다음과 같다. IOC에 가입된 206개국 모두 참가하였다.
- 아프가니스탄 (3)
- 알바니아 (5)
- 알제리 (30)
- 아메리칸사모아 (13)
- 안도라 (8)
- 앙골라 (2)
- 앤티가 바부다 (5)
- 아르헨티나 (141) (개최국)
- 아르메니아 (8)
- 아루바 (7)
- 오스트레일리아 (88)
- 오스트리아 (41)
- 아제르바이잔 (17)
- 바하마 (7)
- 바레인 (4)
- 방글라데시 (13)
- 바베이도스 (4)
- 벨라루스 (37)
- 벨기에 (32)
- 벨리즈 (3)
- 베냉 (3)
- 버뮤다 (3)
- 부탄 (3)
- 볼리비아 (18)
- 보스니아 헤르체고비나 (6)
- 보츠와나 (3)
- 브라질 (79)
- 영국령 버진아일랜드 (3)
- 브루나이 (3)
- 불가리아 (24)
- 부르키나파소 (4)
- 부룬디 (5)
- 캄보디아 (3)
- 카메룬 (16)
- 캐나다 (72)
- 카보베르데 (3)
- 케이맨 제도 (3)
- 중앙아프리카 공화국 (2)
- 차드 (2)
- 칠레 (44)
- 중화인민공화국 (82)
- 콜롬비아 (54)
- 코모로 (3)
- 콩고 공화국 (2)
- 쿡 제도 (1)
- 콩고 민주 공화국 (5)
- 코스타리카 (17)
- 크로아티아 (36)
- 쿠바 (19)
- 키프로스 (6)
- 체코 (53)
- 덴마크 (12)
- 지부티 (5)
- 도미니카 연방 (4)
- 도미니카 공화국 (20)
- 동티모르 (2)
- 에콰도르 (29)
- 이집트 (68)
- 엘살바도르 (4)
- 적도 기니 (3)
- 에리트레아 (9)
- 에스토니아 (23)
- 에스와티니 (3)
- 에티오피아 (11)
- 피지 (3)
- 핀란드 (25)
- 프랑스 (99)
- 가봉 (4)
- 감비아 (5)
- 조지아 (15)
- 독일 (75)
- 가나 (5)
- 영국 (43)
- 그리스 (33)
- 그레나다 (4)
- 괌 (4)
- 과테말라 (9)
- 기니 (3)
- 기니비사우 (2)
- 가이아나 (4)
- 아이티 (3)
- 온두라스 (4)
- 홍콩 (25)
- 헝가리 (79)
- 아이슬란드 (9)
- 인도 (47)
- 인도네시아 (16)
- 이란 (49)
- 이라크 (15)
- 아일랜드 (17)
- 이스라엘 (19)
- 이탈리아 (83)
- 코트디부아르 (3)
- 자메이카 (13)
- 일본 (91)
- 요르단 (12)
- 카자흐스탄 (58)
- 케냐 (19)
- 키리바시 (2)
- 코소보 (5)
- 쿠웨이트 (2)
- 키르기스스탄 (13)
- 라오스 (4)
- 라트비아 (19)
- 레바논 (3)
- 레소토 (2)
- 라이베리아 (2)
- 리비아 (2)
- 리히텐슈타인 (3)
- 리투아니아 (15)
- 룩셈부르크 (10)
- 마케도니아 공화국 (6)
- 마다가스카르 (4)
- 말라위 (4)
- 말레이시아 (20)
- 몰디브 (3)
- 말리 (3)
- 몰타 (4)
- 마셜 제도 (5)
- 모리타니 (2)
- 모리셔스 (25)
- 멕시코 (93)
- 미크로네시아 연방 (3)
- 몰도바 (17)
- 모나코 (5)
- 몽골 (11)
- 몬테네그로 (2)
- 모로코 (20)
- 모잠비크 (6)
- 미얀마 (2)
- 나미비아 (11)
- 나우루 (5)
- 네팔 (3)
- 네덜란드 (41)
- 뉴질랜드 (61)
- 니카라과 (4)
- 니제르 (3)
- 나이지리아 (17)
- 조선민주주의인민공화국 (5)
- 노르웨이 (16)
- 오만 (5)
- 파키스탄 (3)
- 팔라우 (2)
- 팔레스타인 (4)
- 파나마 (16)
- 파푸아뉴기니 (4)
- 파라과이 (26)
- 페루 (16)
- 필리핀 (7)
- 폴란드 (71)
- 포르투갈 (41)
- 푸에르토리코 (22)
- 카타르 (5)
- 루마니아 (34)
- 러시아 (94)
- 르완다 (3)
- 세인트키츠 네비스 (2)
- 세인트루시아 (3)
- 세인트빈센트 그레나딘 (6)
- 사모아 (17)
- 산마리노 (4)
- 상투메 프린시페 (4)
- 사우디아라비아 (9)
- 세네갈 (4)
- 세르비아 (16)
- 세이셸 (3)
- 시에라리온 (4)
- 싱가포르 (18)
- 슬로바키아 (33)
- 슬로베니아 (26)
- 솔로몬 제도 (12)
- 소말리아 (2)
- 남아프리카 공화국 (70)
- 대한민국 (29)
- 스페인 (86)
- 스리랑카 (13)
- 수단 (2)
- 남수단 (3)
- 수리남 (3)
- 스웨덴 (18)
- 스위스 (41)
- 시리아 (3)
- 중화 타이베이 (59)
- 타지키스탄 (3)
- 태국 (57)
- 탄자니아 (4)
- 토고 (4)
- 통가 (12)
- 트리니다드 토바고 (14)
- 튀니지 (38)
- 튀르키예 (55)
- 투르크메니스탄 (10)
- 투발루 (1)
- 우간다 (5)
- 우크라이나 (55)
- 아랍에미리트 (8)
- 미국 (87)
- 우루과이 (26)
- 우즈베키스탄 (37)
- 바누아투 (21)
- 베네수엘라 (53)
- 베트남 (13)
- 미국령 버진아일랜드 (4)
- 예멘 (3)
- 잠비아 (14)
- 짐바브웨 (15)

## 메달 집계
| 순위 | 국가       | 금메달 | 은메달 | 동메달 | 합계 |
| ---- | ---------- | ------ | ------ | ------ | ---- |
| 1    | 러시아     | 29     | 18     | 12     | 59   |
| 2    | 중국       | 18     | 9      | 9      | 36   |
| 3    | 일본       | 15     | 12     | 12     | 39   |
| –    | 혼합팀*    | 13     | 13     | 13     | 39   |
| 4    | 헝가리     | 12     | 7      | 5      | 24   |
| 5    | 이탈리아   | 11     | 10     | 13     | 34   |
| 6    | 아르헨티나 | 11     | 6      | 9      | 26   |
| 7    | 이란       | 7      | 3      | 4      | 14   |
| 8    | 미국       | 6      | 5      | 7      | 18   |
| 9    | 프랑스     | 5      | 15     | 7      | 27   |
| 10   | 우크라이나 | 5      | 7      | 6      | 18   |

(*) 혼합팀은 몇몇 종목에서 여러 국가 출신의 선수가 단일팀으로 함께 참가한 팀이다.

## 방송
- 대한민국 - KBS 1TV, KBS 2TV, KBS 24시 뉴스, MBC TV, SBS TV
- 미국 - NBC
- 영국 - BBC
- 일본 - NHK
- 중화인민공화국 - CCTV

## 같이 보기
- 1951년 팬아메리칸 게임
- 제125차 국제 올림픽 위원회 총회